# Gas di pirolisi
Il gas di pirolisi (o benzina di pirolisi o pygas, dall'inglese Pyrolisis Gasoline) è un prodotto naftenico ad un elevato contenuto aromatico. I componenti principali del pygas sono benzene, toluene, xilene ed etilbenzene.
Il pygas è un sottoprodotto di impianti di produzione dell'etilene che elaborano etano, butano, nafta o gasolio.

## Uso
Viene usato miscelato al gasolio o come alimentazione di unità di estrazione BTX.